# Wilcox (Nebraska)
Wilcox es una villa ubicada en el condado de Kearney en el estado estadounidense de Nebraska. En el Censo de 2010 tenía una población de 358 habitantes y una densidad poblacional de 256,45 personas por km².

## Geografía
Wilcox se encuentra ubicada en las coordenadas 40°21′51″N 99°10′10″O / 40.36417, -99.16944. Según la Oficina del Censo de los Estados Unidos, Wilcox tiene una superficie total de 1.4 km², de la cual 1.4 km² corresponden a tierra firme y (0%) 0 km² es agua.

## Demografía
Según el censo de 2010, había 358 personas residiendo en Wilcox. La densidad de población era de 256,45 hab./km². De los 358 habitantes, Wilcox estaba compuesto por el 97.77% blancos, el 0.28% eran afroamericanos, el 0.28% eran amerindios, el 0% eran asiáticos, el 0% eran isleños del Pacífico, el 0.84% eran de otras razas y el 0.84% pertenecían a dos o más razas. Del total de la población el 1.4% eran hispanos o latinos de cualquier raza.